# Alexander Rudnay

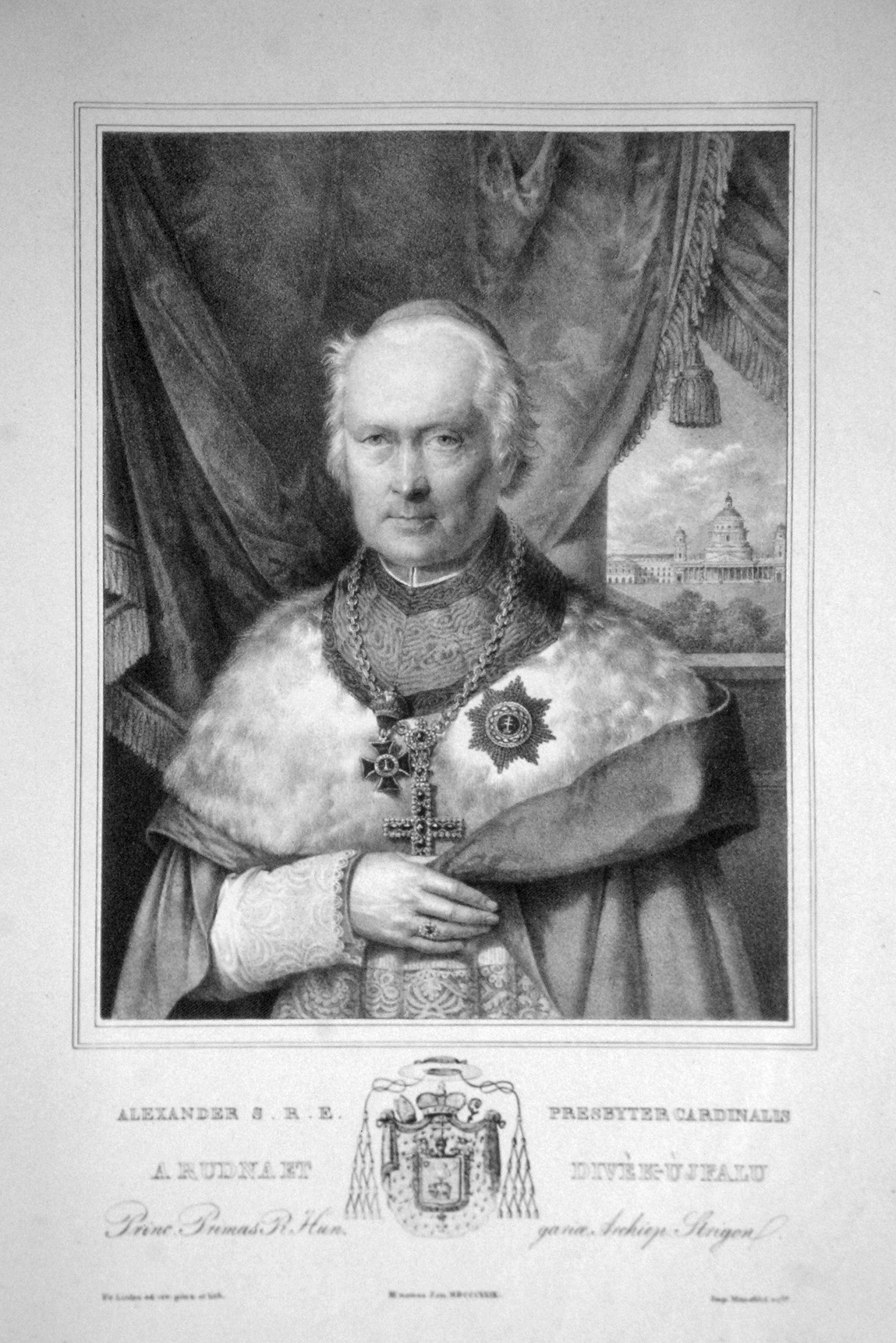
Alexander Rudnay, Lithographie von Friedrich Lieder, 1829

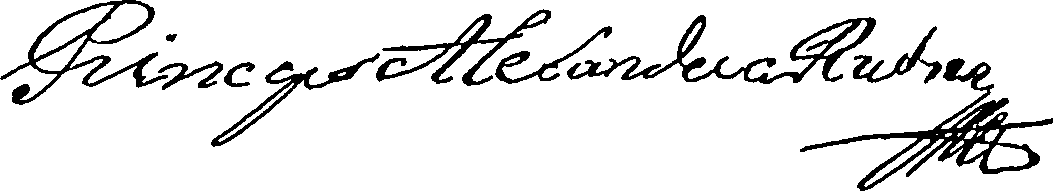
Signatur

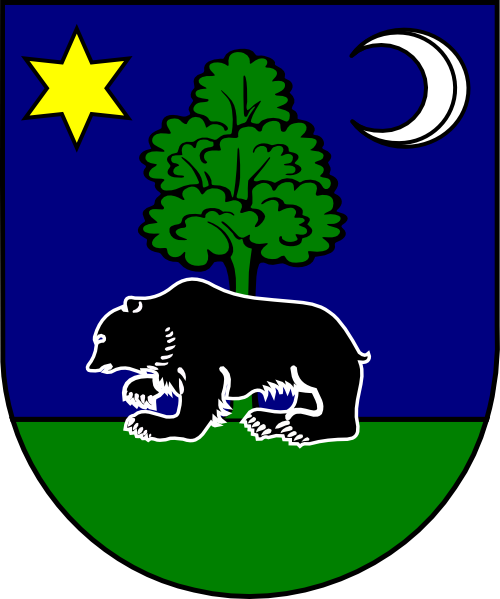
Wappen des Kardinals

Alexander Rudnay (ung. Rudnay Sándor) (* 4. Oktober 1760 in Svätý Kríž nad Váhom (Vágszentkereszt; dt. damals Heyl-Creütz), Komitat Neutra; † 13. September 1831 in Gran (Esztergom), Ungarn) war ein ungarischer Kardinal und Erzbischof von Esztergom slowakischer Volkszugehörigkeit.

## Leben
Rudnay besuchte das Gymnasium in Nitra und studierte Theologie und Philosophie in Pressburg (Bratislava), Tyrnau (Trnava) und Ofen (Buda). 1784 wurde er Doktor der Theologie und ein Jahr später empfing er die Priesterweihe. Zunächst Kaplan in Schattmannsdorf (Častá) und Aktuar des erzbischöflichen Generalvikariats in Tyrnau, war Rudnay des Weiteren Kaplan in St. Benedikt (Hronský Beňadik) 1786, 1787 Archivar, später Sekretär, und 1789 Kanzler des Generalvikariats in Tyrnau. Im selben Jahr wurde er Pfarrer in Koros (Krušovce). In Tyrnau war Rudnay 1805 Domherr, 1806 Rektor des Priesterseminars, 1808 Abt, Generalvikar des Graner Erzbischofs, Titularbischof und Mitglied der Ungarischen Statthalterei, 1809 Propst und Hofrat der Ungarischen Hofkanzlei. Am 25. September 1815 wurde Rudnay zum Bischof von Siebenbürgen ernannt, seine Bestätigung erfolgte am 8. März 1816. Die Bischofsweihe spendete ihm am 21. April 1816 im Stephansdom zu Wien der Wiener Erzbischof Sigmund Anton von Hohenwart; Mitkonsekratoren waren Bischof Adeodatus Papikian, Abt des Mechitaristenklosters in Wien, und Johann Nepomuk von Dankesreither, Weihbischof in Wien. Im Jahr 1819 wurde Alexander Rudnay Erzbischof von Gran (Esztergom) und damit Fürstprimas von Ungarn. Er hatte auch die politischen Funktionen eines Sekretärs der Ungarischen Hofkanzlei, des Geheimen Rates und eines Mitglieds der Septemviraltafel inne. 1825 krönte er die Kaiserin Carolina Auguste zur Königin und 1830 Kronprinz Ferdinand zum König von Ungarn.
Papst Leo XII. ernannte ihn am 2. Oktober 1826 in pectore zum Kardinal, dies wurde im Konsistorium vom 15. Dezember 1828 öffentlich verkündet. Er reiste jedoch nie nach Rom, um den Kardinalshut und einen Titel entgegenzunehmen. Daher nahm er weder am Konklave 1829, das Papst Pius VIII. wählte, noch am Konklave 1830–1831, das Gregor XVI. zum Papst wählte, teil.

## Werk
Rudnay verlegte 1820 den Sitz des Graner Erzbistums und Kapitels von Tyrnau wieder nach Gran (Esztergom) und stiftete das Tyrnauer Kapitel. 1822 begann er in Gran mit dem Bau der Kathedrale und des Erzbischöflichen Palais. Sein Bestreben, die Reformen der josefinischen Kirchenpolitik wieder rückgängig zu machen, zu welchem Zweck er 1822 eine Nationalsynode nach Pressburg einberief, stießen bei der ungarischen Regierung auf Widerstand.

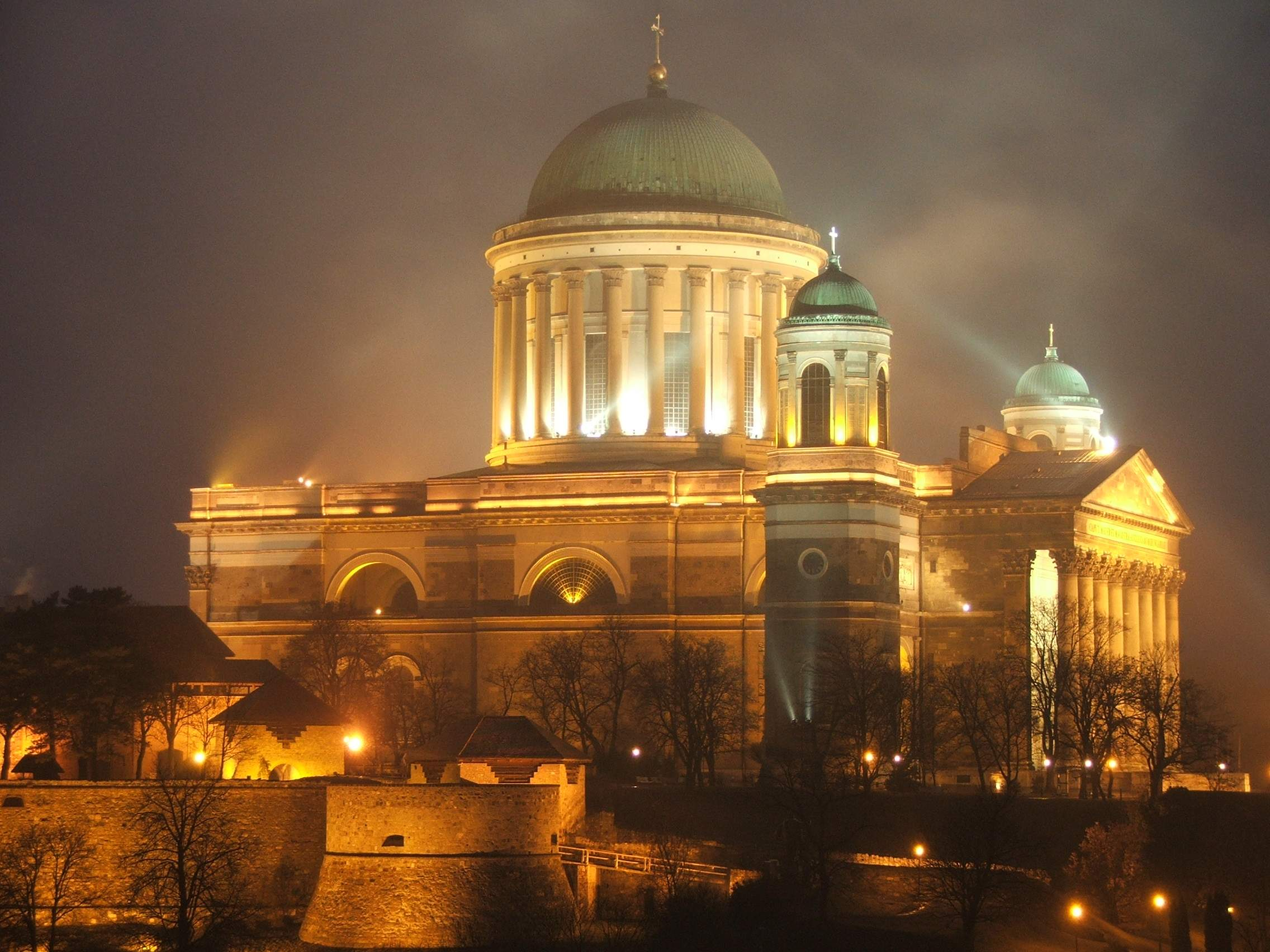
Graner Kathedrale

Rudnay spielte bei der modernen Nationwerdung der Slowaken eine durchaus wichtige Rolle. Er unterstützte die Arbeit Bernoláks zur Durchsetzung des westslowakischen Dialekts zur Slowakischen Literatursprache und beteiligte sich an der Herausgabe von dessen Wörterbuch. Er förderte auch die Erstellung einer Bibelausgabe in slowakischer Sprache. Darüber hinaus war er Mitglied und Förderer der Slowakischen Gelehrtengesellschaft (Slovenské učené tovarišstvo). Soziale und caritative Stiftungen ermöglichten mittellosen Begabten das Studium. Er wurde durch seinen Spruch: Ich bin ein Slowake, und auch wenn ich auf dem Stuhl des [Heiligen] Peters sitzen würde, bleibe ich ein Slowake.
- Erköltsi Keresztény Oktatások különösen a fenyitö házakban raboskodónak remélhetö megjobbitásokra (Christlicher Moralunterricht vor allem zur Besserung der Inhaftierten). 1819
- Kázne príhodné, ai iné, to gest: 82 reči duchownich … (Gelegenheits- und andere Predigten, das heißt: 82 geistliche Reden …). 1833
- diverse Hirtenbriefe, Reden und Predigten in Einzelausgaben

## Nachleben
2002 widmete die Slowakische Post Rudnay eine Sonderbriefmarke und einen Markenblock.